# منطقه ویژه انرژی بادی میل نادر
منطقه ویژه انرژی بادی میل نادر یک مجموعه از چندین نیروگاه بادی است که در استان سیستان و بلوچستان، منطقه سیستان و شهرستان نیمروز واقع شده است. اولین فاز این مزرعه بادی مجهز به ۲۰ عدد توربین ۲٫۵ مگاواتی است که توان تولید مجموعاً ۵۰ مگاوات برق را دارا می‌باشد. برنامه‌ریزی وزارت نیرو برای افزایش ظرفیت تولید انرژی بادی در میل نادر تا ۶۰۰ مگاوات اشاره شده است و در همین خصوص علاوه بر ۵۰ مگاوات انرژی بادی که افتتاح شده است. ۵۵۰ مگاوات انرژی بادی دیگر نیز در این منطقه به مناقصه رفت.
در نزدیکی منطقه میل نادر یک برنامه ریزی برای احداث نیروگاه ۱۰۰ مگاواتی دیگری نیز انجام شده که در مجموع ظرفیت تولید انرژی بادی استان سیستان و بلوچستان را به ۷۰۰ مگاوات افزایش خواهد داد.

## موقعیت جغرافیایی
موقعیت کلی این نیروگاه در شرق ایران، شمال استان سیستان و بلوچستان، منطقه سیستان و شهرستان نیمروز است و در ۹۰ کیلومتری شمال غرب زابل واقع شده است.

## ویژگی‌ها
این نیروگاه شامل ۲۰ واحد توربین بادی با ظریف هر کدام ۲٫۵ مگاوات می‌باشد. هر یک از توربین‌ها ۸۵ متر ارتفاع و دارای ۳۰۰ تن وزن می‌باشند. توربین‌ها ۳ پره‌ای بوده و طول هر پره ۵۳ متر می‌باشد. این توربین بادی شامل سه بخش پایه یا برج، موتورخانه و روتور است.